# Filip Kan
Filip Kan (rođen 16. mart 1952) je matematičar, tehnološki izumitelj, preduzetnik i osnivač četiri tehnološke kompanije: Fullpower Technologies, LightSurf Technologies, Starfish Software i Borland. Kanu se pridaju zasluge za kreiranje prvog telefona s kamerom, on se smatra pionirom u oblasti intelektualne svojine nosivih tehnologija, i autor je desetina tehnoloških patenata koji pokrivaju Internet stvari (IoT), modele veštačke inteligencije (AI), nosive uređaje, naočare, pametni telefon, mobilni telefon, imidžin, bežične komunikacije, sinhronizaciju i medicinske tehnologije.

## Detinjstvo, mladost i obrazovanje
Kan je odrastao u Parizu u Francuskoj. On je rođen u porodici jevrejski imigranata skromnih sredstava. Njegova majka, Kler Monis, koja je preživela Aušvic, bila je violinistkinja i poručnik u Francuskom pokretu otpora. Njegov otac je bio samoobrazovani inženjer mašinstva sa socijalističkim dispozicijom.
Kan je stekao obrazovanje u oblasti matematike na ETH Cirih, Švajcarska (švajcarski savezni Politehnički institut), i uz punu stipendiju na Univerzitetu u Nici Sofija Antipolis, Francuska. On je magistrirao matematiku. Takođe je magistrirao muzikologiju kompozicije i klasično sviranje flaute na Muzičkom konzervatorijumu u Cirihu u Švajcarskoj. Kao student, Kan je razvio softver za MICRAL, koji je Muzej istorije računara proglasio prvim ličnim računarom baziranim na mikroprocesororu.

## Karijera

### Tehnološke kompanije
Kan je osnovao četiri softverske kompanije: Borland, osnovana 1982. (kupio je Micro Focus 2009. godine), Starfish Software, osnovana 1994. (kupila je Motorola 1998. i kasnije Gugl 2011.), LightSurf Technologies, osnovana 1998. (kupio je Verisign 2005. godine) i Fullpower Technologies, osnovana 2005. godine.

#### Borland (1982–1995): kompajleri i alati
Kan je osnovao Borland 1982. i bio je izvršni direktor preduzeća do 1995. U to vreme bio je konkurent Majkrosoftu i proizvodio kompajlere programskog jezika i alate za razvoj softvera. Njegov prvi proizvod, Turbo Pascal, prodavan je za 49,95 dolara u vreme kada su alati za programiranje koštali stotine ili hiljade dolara. Kan je bio predsednik i izvršni direktor Borlanda, i bez finansijske podrške, podigao je Borland od preduzeća bez prihoda na stopu od 500 miliona dolara. Kan i upravni odbor Borlanda se nisu slagali oko toga kako da fokusiraju kompaniju. U januaru 1995, Kan je bio primoran od strane odbora da podnese ostavku na svoju poziciju izvršnog direktora i on je osnovao preduzeće Starfish Software.

#### Starfiš softver (1995–1998): bežična sinhronizacija
Starfish Softvare je 1995. godine osnovao Filip Kan kao odvajanje od Simplify poslovne jedinice iz Borlanda, i Kanovog odvajanja od Borlanda. TrueSync je bio prvi bežični (Over-The-Air, OTA) sistem za sinhronizaciju. Starfish je uspešno kupila Motorola za 325 miliona dolara 1998. godine.

#### LightSurf Technologies (1998–2005): multimedijalne poruke
Kan i njegova supruga Sonja su osnovali kompaniju za razmenu multimedijalnih poruka LightSurf Technologies 1998. godine. LightSurf je komercijalizovao poruke sa slikama i telefon sa kamerom.
Verisign je 2005. godine kupio LightSurf za 300 miliona dolara. Syniverse Technologies je kupio LightSurf od njih 2009. godine.

#### Fullpower Technologies (2005–sadašnjost): tehnologija za detekciju, spavanje, i podesna za nošenje
Preduzeće Fullpower, osnovano 2005. godine, obezbeđuje patentirani ekosistem za rešenja za fuziju senzora koji se mogu nositi i Interneta stvari koji podržava mreže senzora. Specijalnost kompanije je tehnologija za praćenje sna pomoću senzora i veštačke inteligencije.
Inspiracija iza neke od tehnologija preduzeća potiče od Kanove strasti za jedrenjem. Tokom zahtevne trke koja je od jedriličara zahtevala da spavaju manje od sat vremena u periodu od 24 sata, Kan je počeo da eksperimentiše sa biosenzorima i troosnim linearnim akcelerometrima koji bi mogli da otkriju mikropokrete i daju korisne preporuke. Kan je napravio prototip uređaja za praćenje spavanja koristeći biosenzore koji su optimizovali 26-minutne moćne dremeže kako bi se maksimirale prednosti spavanja i vreme plovidbe.

### Prvi telefon sa kamerom
Godine 1997, Kan je stvorio prvo rešenje za telefon sa kamerom za trenutno deljenje slika na javnim mrežama. Podstrek za ovaj izum bilo je rođenje Kanove ćerke. Kan je skoro godinu dana radio na infrastrukturi za slike zasnovanoj na veb serveru, koju je nazvao Picture Mail. U bolnici, dok je njegova žena bila na porođaju, Kan je sklepao vezu između mobilnog telefona i digitalnog fotoaparata i slao fotografije u realnom vremenu infrastrukturi za slanje poruka koju je koristio u svom domu. Kan je kasnije rekao: „Oduvek sam želeo da sve ovo radi na vreme da podelim fotografiju rođenja moje ćerke, ali nisam bio siguran da ću uspeti. Uvek je bio slučaj da nije bilo poslednjeg trenutka, nikada ništa ne bi bilo urađeno.”
Godine 2016, časopis Tajm uvrstio je Kahnovu prvu fotografiju telefona sa kamerom na svoju listu 100 najuticajnijih fotografija svih vremena. Preduzeće Subconscious Films je 2017. godine napravilo kratki film koji je rekreirao dan kada je Filip napravio prvu fotografiju telefonskom kamerom na kojoj je njegova novorođena ćerka Sofi.

## Literatura
- Erickson, Jonathan (20. 11. 2008). „Turbo Pascal's Unsung Hero”. Dr. Dobb's Portal: The World of Software Development. Приступљено 17. 12. 2012.
- Maney, Kevin (23. 1. 2007). „Baby's arrival inspires birth of cellphone camera – and societal evolution”. USA Today. Приступљено 25. 12. 2007.
- Johnson, Colin (12. 11. 2007). „MEMS breed a new batch of consumer-pleasing devices”. EE Times. Приступљено 12. 11. 2007.[мртва веза]